# Liste öffentlicher Bücherschränke im Landkreis Calw
In der Liste öffentlicher Bücherschränke im Landkreis Calw sind öffentliche Bücherschränke für Orte, die zum Landkreis Calw in Baden-Württemberg gehören, aufgeführt. Sie ist primär nach Orten sortiert, unabhängig davon, ob es sich um Ortsteile, Gemeinden oder Städte handelt. Der Artikel ist Teil der übergeordneten Liste öffentlicher Bücherschränke in Baden-Württemberg. Ein öffentlicher Bücherschrank ist ein Schrank oder schrankähnlicher Aufbewahrungsort mit Büchern, der dazu dient, Bücher kostenlos, anonym und ohne jegliche Formalitäten zum Tausch oder zur Mitnahme anzubieten. Die Liste erhebt keinen Anspruch auf Vollständigkeit.

## Öffentliche Bücherschränke im Landkreis Calw
Derzeit sind im Landkreis Calw 11 öffentliche Bücherschränke erfasst (Stand: 16. August 2025):
| Bild                        | Ausführung    | Ort                                 | Seit      | Anmerkung                                                                                          | Geokoordinaten                       |
| --------------------------- | ------------- | ----------------------------------- | --------- | -------------------------------------------------------------------------------------------------- | ------------------------------------ |
|                             | Bücherschrank | Althengstett                        |           | in der Kreissparkasse                                                                              | ⊙ Simmozheimer Straße 19             |
|                             | Bücherschrank | Bad Liebenzell                      |           | Bücherschrank im Sophipark unterm Blätterdach einer 120 Jahre alten Linde.                         | ⊙ Sophipark                          |
| Bücherschrank Bad Herrenalb | Bücherschrank | Bad Herrenalb                       | Mai 2017  | Bücherschrank im Kurpark Herrenalb                                                                 | ⊙ Dobler Straße 4                    |
|                             | Bücherschrank | Calw                                |           | | ⊙ Lederstraße 31                     |
|                             | Bücherschrank | Enzklösterle                        | Juni 2022 | Bücherschrank                                                                                      | ⊙ Kirchweg 8                         |
|                             | Bücherregal   | Nagold                              |           | durch den Stadtseniorenrat Nagold                                                                  | ⊙ Freudenstädter Straße 25           |
|                             | Bücherregal   | Oberreichenbach                     |           | | ⊙ Wildbader Straße 59                |
|                             | Bücherschrank | Schömberg                           |           | Öffentlicher Bücherschrank Schömberg an der Ulrichskirche                                          | ⊙                                    |
|                             | Bücherraum    | Spielberg (Altensteig)              | 2020      | Errichtet und Betreut durch die Dorfgemeinschaft Spielberg e. V. www.dorfgemeinschaft-spielberg.de | ⊙Parkstrasse 1                       |
|                             | Bücherregal   | Wildberg                            |           | Bücherregal im Edeka                                                                               | ⊙ Dr.-Vesenmayer-Weg 8               |
|                             | Bücherregal   | Zavelstein (Bad Teinach-Zavelstein) | Apr. 2021 | ,                                                                                                  | ⊙ Bushaltestelle oberhalb Marktplatz |

Bücherregal Altensteig/Wart
Bushaltestelle Ortsmitte neben Bäckerei Sehne

## Statistik
Für einen Vergleich zu den anderen Land- und Stadtkreisen Baden-Württembergs sowie zum Landesdurchschnitt siehe die Statistik öffentlicher Bücherschränke in Baden-Württemberg.